# Forte di Canarbino
Il forte di Canarbino è un edificio difensivo del sistema fortificato del Golfo della Spezia ed è situato nel territorio comunale di Arcola, in val di Magra nella provincia della Spezia. 

Sito su un'altura a 260 metri sul livello del mare il forte, posizionato alle spalle del borgo marinaro di San Terenzo a Lerici, domina il Golfo dei Poeti completamente nascosto e immerso tra la vegetazione della tipica macchia mediterranea. Il suo codice di identificazione militare era S.840.

## Storia
La sua costruzione fu voluta dal Regno d'Italia sul finire dell'Ottocento per la protezione via terra dell'Arsenale militare marittimo di La Spezia, edificato nel capoluogo spezzino tra il 1862 e il 1869. I lavori per la costruzione della fortezza di Canarbino si avviarono nel 1870 per concludersi dieci anno dopo, nel 1880. 
La costruzione, in pietra locale, fu dotata fin dal principio di un buon armamento costituito da ben 28 cannoni, di cui 14 a modello 149 G, avente quindi una buona potenza di fuoco.

Con lo sviluppo dell'aviazione militare il forte agli inizi e nel corso del XX secolo fu dotato anche di nuove postazioni antiaeree con l'installazione di cannoni da 76/40 millimetri. 
La fortezza fu scelta come sede del comando del Gruppo Est delle batterie antiaeree e alle sue dipendenze aveva gli altri siti militari di Baccano, Santa Teresa, Maramozza e Rocchetta.
Come altri forti e postazioni militari anche il sito di Canarbino fu interessato dagli eventi bellici della seconda guerra mondiale ed in particolar modo nel periodo della Repubblica Sociale Italiana, dopo il 1943, quando il forte fu dotato di nuovi cannoni Ansaldo da 90/53 millimetri. 
Alla cessazione del conflitto la fortezza perse ogni uso militare ed è oggi sede di un poligono di tiro.